# José Fernando Carrillo Ugarte
José Fernando Carrillo Ugarte (nacido en Lima, Perú, 8 de marzo de 1949) es un educador y político de nacionalidad peruana y española.

## Síntesis biográfica
Nació en el distrito de Lince, Lima, Perú. Hijo del abogado Eduardo Carrillo León y de Alicia Victoria Ugarte del Pino, sobrino de Juan Vicente Ugarte del Pino (abogado, magistrado, catedrático universitario, historiador), nieto del abogado y político Lizardo Segundo Ugarte Bejarano y bisnieto del Coronel Juan Vicente Ugarte Lobón. Vivió con su hermano Eduardo Carrillo Ugarte (abogado y político) durante muchos años en el distrito de Barranco y, posteriormente en el distrito de San Isidro de la capital peruana con sus hermanos menores Graciela y Juan Carlos Enrique. Se casó en Finisterre, España, con Josefa Lago Lizancos en 1978, tienen 3 hijos: Graciela, Alicia y José Fernando, y tres nietos: Hugo, Chloe y Elena.
Realizó sus estudios primarios y secundarios en el colegio Marista “San Luis” de Barranco. En 1967, ingreso en la Casa de Formación de la Congregación de los Hermanos Maristas en el distrito de Santa Eulalia,  Lima, Perú, hizo el postulantado y noviciado en Peñafiel, Valladolid, España y, posteriormente, siguió los estudios en la Escuela Normal Superior  “Marcelino Champagnat” (Hoy Universidad Marista) en Lima, Perú, en la que obtuvo el título de Profesor de Educación Secundaria en Religión y Filosofía,  a la vez que ejerció la docencia en los Colegios “Champagnat” de Chosica, “San Luis” de Barranco y “San José” del Callao, en los que, además, fue responsable de la participación de estos centros en las actividades deportivas organizadas por ADECORE, así como en la coordinación de los campamentos escolares. También realizó estudios en Orientación del Educando y de Historia del Perú en la Pontificia Universidad Católica del Perú (Inst. Riva Agüero). 
En 1975, dejó la Congregación Marista. Se trasladó a Madrid, un año después con una beca del Instituto de Cultura Hispánica para hacer el Curso de Innovación de Sistemas Educativos, otros cursos de formación del profesorado en el ICE de la Universidad Complutense de Madrid, obteniendo, finalmente, el Título de Licenciado en Filosofía y Letras: Sección de Filosofía.
Posteriormente, ha seguido participando en innumerables cursillos de formación del profesorado y de puesta al día en nuevas tecnologías aplicadas a la educación, es decir, la aplicación de las TIC.

## Obra como maestro y educador
Se trasladó a Finisterre (La Coruña), como profesor del colegio Nuestra Señora del Carmen, fundado por D. Luciano Moreira Carracedo para cubrir las necesidades educativas existentes en la localidad y bajo la dirección pedagógica de los Hnos. de la Sagrada Familia. Ha venido ejerciendo, desde entonces, como profesor de este centro educativo en la EGB y posteriormente, en la educación primaria y la educación secundaria obligatoria, siendo, igualmente, responsable de las actividades deportivas del mismo durante más de 20 años. Organizó los viajes de fin de curso durante bastantes años y la participación en las actividades convocadas por la administración educativa. Ha sido miembro y secretario del consejo escolar del colegio durante varios períodos y hasta su jubilación en el 2014.
Ha escrito numerosos artículos de investigación sobre la historia de Finisterre, que han sido publicados en los diarios "La Voz de Galicia" y "El Correo Gallego", así como otros de propuestas de solución a problemas puntuales de la comarca y de crítica política.

## Actividades de compromiso social
Muy pronto se integró en Finisterre  (La Coruña), en la Asociación de Vecinos “Costa da Morte”, en la que trabajó para dar solución a los problemas que afectaban a sus vecinos y conseguir una mejor calidad de vida para todos, así como el desarrollo económico y social de la comarca a fin de evitar la sangría de la emigración, ejerciendo el cargo de secretario y, posteriormente, de presidente durante más de 23 años en dos períodos diferentes.
En 1987, en calidad de presidente de la Asociación de Vecinos de Fisterra "Costa da Morte", encabezó las protestas y manifestaciones que se realizaron en la villa ante la inquietud generada en el pueblo por la desinformación oficial al producirse el embarrancamiento del barco “Casón” en la costa del municipio, cargado de productos químicos (sin que se supiera realmente cual era el cargamento) y que ponía en peligro la salud y la vida de los pobladores de la zona, lo que llevó al entonces Delegado del Gobierno en Galicia, D. Domingo García Sabel, a ordenar la evacuación de la comarca en el momento en que el barco empezó a explotar y generarse una nube tóxica.
Posteriormente, en 1988, en virtud de ese mismo cargo, convocó a las entidades representativas de la comarca para crear la “Plataforma pro Hospital Comarcal”, ante la obligación que existía, para todos los habitantes de la comarca, de desplazarse 100 km. para recibir atención hospitalaria y de la cual fue elegido su portavoz. Se celebraron numerosas reuniones, entrevistas con los responsables políticos de la Junta de Galicia, se realizaron manifestaciones en defensa del derecho de disponer de un Hospital Comarcal. Finalmente se arrancó el compromiso de todos los partidos políticos de hacer realidad esta reivindicación y se plasmó en la obra del Hospital “Virxe da Xunqueira”, en el municipio de Cee, inaugurado en 1997. 
En la actualidad y, como presidente de la entidad, está solicitando a las Administraciones la aprobación del Plan General de Ordenación Urbana de Fisterra y del Plan Especial de Protección del casco histórico de la villa, así como la construcción del nuevo centro de salud, la construcción de la segunda fase de la Autovía de la Costa da Morte (entre Bayo y Berdoyas), el Contradique del NE del puerto, la puesta en servicio del nuevo cementerio municipal, la apertura de la Biblioteca Municipal y la puesta en marcha del Plan Director del monte del Cabo, entre otras cosas. 
Fue de los fundadores de la Asamblea Local de la Cruz Roja de Finisterre, en 1979, al lado de D. Rafael Rivas Rivas, en calidad de secretario de la misma, siendo, posteriormente, nombrado como Delegado de la Cruz Roja del Mar, al hacerse entrega a esta entidad de la lancha de salvamento “Ara Solis” para atender a las situaciones de peligro de naufragio que, con frecuencia, se producen en esa peligrosa costa. También se consiguió comprar y poner en servicio una ambulancia para atender las necesidades de las urgencias que requerían atención médica especializada, pues eran muchas las carencias sanitarias que había en el municipio a inicios de la década de los 80.
Desde la década de los noventa viene ejerciendo como secretario del centro cultural y recreativo de Finisterre en el que se realizan talleres culturales de pintura al óleo, encaje de bolillos (palillo), bordado, coro Desiderio Paz y fiestas sociales tradicionales como las "SADIÑADAS", "CHURRASCADAS", así, como, los bailes de Navidad, Entroido, Día de la Madre y otros.
También es el secretario de la Asociación Piratas de Fisterra, la cual se encarga la organización de la fiesta pirata o DESEMBARCO PIRATA, que se celebra todos los años el primer sábado del mes de agosto, como recuerdo del ataque pirata sufrido en 1403 por parte del pirata Harry Paye y el hermanamiento con el puerto de Pool, en Inglaterra. Esto se celebra conjuntamente con la Fiesta gastronómica do Longueirón (navaja).

## Participación en la política local de Finisterre
En 1988 asumió el cargo de concejal en el Ayuntamiento de Finisterre por el partido CDS (Centro Democrático y Social) presentando durante ese período numerosas mociones para colaborar al mejor gobierno del municipio y realizar el control de quienes estaban al frente de él. 
En 1991, fue elegido Alcalde de Finisterre con el apoyo del anterior Alcalde y su partido (PP) pero, 9 meses después y ante la imposibilidad de poder sacar adelante su programa electoral cambió el gobierno, firmando un pacto con las fuerzas políticas entonces en la oposición (PSG-PSOE y BNG) que de esa manera pasaron a formar parte del nuevo gobierno. En su gestión se tramitó la ejecución de los paseos marítimos de Sardiñeiro, Langosteira y Corveiro; se inició la recuperación del casco histórico de la villa con la colocación de la calzada de adoquín y las aceras de lozas de piedra; se inició la redacción del primer planeamiento urbanístico que ha tenido el municipio; se colocó el carro-varadero y una máquina para el suministro de hielo a los marineros; se hizo el primer parque infantil con el que ha contado Fisterra; se hizo y se inauguró el polideportivo municipal y las gradas del campo de fútbol; se reformaron y ampliaron los alumbrados públicos y se colocaron las barandillas de la Cerca; se construyó un muro de contención en el entorno de la playa de la Ribeira para evitar el hundimiento de la calle Alfredo Saralegui y las casas colindantes; se colocaron alcantarillados, aceras y pavimentados de numerosas calles de la villa de Finisterre y Sardiñeiro, ante las deficiencias de infraestruras urbanísticas que existían; se realizó la señalización de todos los lugares del municipio; se reordenó el servicio de recogida de basuras; se puso en marcha un programa de actividades culturales y deportivas para todas las edades. Se construyó el polideportivo municipal que fue inaugurado por el presidente de la Junta de Galicia, D. Manuel Fraga Iribarne y el presidente la Diputación Provincial de La Coruña, D. Salvador Fernández Moreda, el 5 de enero de 1993.
En colaboración con los ayuntamientos de la comarca gestionó ante la diputación Provincial la ejecución de la nueva traída de abastecimiento de agua a Finisterre desde el embalse de Santa Uxía de Ézaro, que solucionaría definitivamente los problemas de aprovisionamiento de ese líquido elemento en la época estival y haría posible que este municipio se convirtiera en destino turístico de primer orden. También gestionó ante la Junta de Galicia la inclusión de Fisterra como final del Camino de Santiago en la celebración del Xacobeo de 1993 y la promoción turística del municipio, consiguiendo que, por primera vez, la playa de Langosteira fuera distinguida con la Bandera Azul de la U.E. Igualmente se publicó la primera guía turística del municipio.
Como Alcalde de Fisterra y en colaboración con los Alcaldes de la Costa da Morte fue uno de los fundadores de la Asociación Supramunicipal NERIA, creada para conseguir el desarrollo económico y social de esta zona económicamente deprimida de Galicia y poder beneficiarse de los fondos destinados por la Unión Europea para el desarrollo de las zonas más desfavorecidas con el Plan LIDER y otros.
En 1992, a propuesta suya, fue aprobada por el Pleno de la Corporación Municipal la realización de una auditoría sobre las cuentas de la Lonja Municipal de Pescados a la vista del informe presentado por el Interventor municipal pero, pocos días más tarde, la administración de esa dependencia municipal fue incendiada sin que se descubriera a loslos autores de dicho acto delictivo.
En 1993 fue inaugurado el Monumento al Emigrante, obra realizada por el escultor Dº Agustín de la Herrán Matorras y financiada por la Diputación de La Coruña, gracias al apoyo brindado por su presidente Dº Salvador Fernández Moreda, así como el Monumento del V Centenario, donado por la Asociación de Alcaldes del V Centenario de la que fue miembro.
Por su iniciativa se creó la Asociación de Voluntarios de Protección Civil, en 1993, para atender como socorristas la playa de Langosteira (Plan SAPRAGA), actuar en los incendios forestales e intervenir el los accidentes en carretera y otros que pudieran suceder. Se dio solución a los problemas de mantenimiento de los colegios públicos del municipio y se creó la emisora municipal de radio, denominada “Radio Fisterra”, como canal de información de la vida municipal y de difusión cultural.
En su gobierno se eliminaron los nombres de calles y plazas impuestos por la dictadura franquista restaurándose la denominación que tenían anteriormente, como la plaza de la Constitución o la calle Real y se dio el nombre de Alcalde Fernández a la de acceso principal a la villa, para rendir homenaje a D. Cipriano Fernándes Brague, Alcalde de Finisterre en la II República,  que fue "paseado" (fusilado) en los primeros días del golpe de Estado del general Franco en 1936.
Durante su mandato fue denunciado ante los tribunales de una serie de delitos por los miembros de la oposición, razón por la cual fue juzgado en el Tribunal Superior de Justicia de Galicia, dictándose sentencias absolutorias, con lo que quedó demostrada la falsedad de las imputaciones, ya que por este medio se pretendía eliminarlo de la política municipal, pero su imagen pública quedó deteriorada aunque su honradez y legalidad en el obrar quedó plenamente reconocida por la resolución favorable de las sentencias judiciales.  
En materia urbanística se contrataron y tramitaron las primeras Normas Subsidiarias de Planificación Urbanística del municipio, el Plan Especial del monte do Cabo y el Plan Especial del casco histórico (PEPRI) de la villa de Fisterra.
En 1995, pasó a ocupar el cargo de 1.er Teniente Alcalde y responsable del área de Cultura y Deportes en el Ayuntamiento de Finisterre. Después de las elecciones de 1999, quedó como portavoz municipal del grupo del CDS, en la oposición y, en el 2003, abandonó la política activa.

## Actividad deportiva
Ha sido miembro de la Comisión Nacional de Mini-básquet de la Federación Peruana de Básquet, en 1973, y de la comisión organizadora del Jaboree de Mini-básquet, realizado conjuntamente con el I Festival Mundial de Básquet realizado en Perú ese mismo año, al lado de D. Eduardo Airaldi Rivarola, y coordinador de la promoción de las Escuelas de Mini-básquet entre 1973 y 1976. En Madrid siguió el curso para obtener el Título de Entrenador de Baloncesto, participando en otros cursillos para preparadores de ese deporte.
En los años 1980 y 1981 organizó en Primer Campeonato de Baloncesto en la calle de Finisterre, montando unas canastas en la plaza del pueblo, ante la falta de instalaciones deportivas que en aquella época había, con la colaboración de la hostelería y las casas comerciales y con la participación de seis equipos locales.
En 1993 creó, con la colaboración de un grupo de vecinos, el Club Náutico de Fisterra para promover la práctica de los deportes náuticos (vela, piragüismo, remo, motonáutica, submarinismo...) y reclamar de la administración pública la construcción de un puerto deportivo, el cual es fundamental para el desarrollo turístico del municipio. Fue el primer presidente y en la actualidad es el secretario de la entidad, la cual participa en la Liga Costa da Morte de Vela Ligera con los demás clubes náuticos de esta zona. En la actualidad colabora con los monitores de la Escuela de Vela Ligera de la entidad y por la que han pasado varios cientos de deportistas.
Ha sido entrenador de los equipos de baloncesto del colegio Ntra. Sra. del Carmen durante más de 20 años y de 1987 a 1990 lo fue del Club Anduriña de Cee, participando en la Liga Provincial de ese deporte. También, en el Ayuntamiento de Finisterre, desempeñó el cargo de concejal responsable del área de Cultura y Deportes desde 1995 a 1999.

### De carácter político
- "Marrulleros y Marrullerías" - La Voz de Galicia: 09/01/1994.
- "Peleas de Gallos" - La Voz de Galicia: 05/02/1994.
- "Desprecio a la Comarca" - La Voz de Galicia: 12/03/1994.
- "Regalos Bien Repartidos" - La Voz de Galicia: 05/06/1995.
- "Sin Rumbo y sin Puerto en el Municipio de Fisterra" - El Correo Gallego: 25/01/1996.
- "Defensa contra la Demagogia" - La Voz de Galicia: 03/05/1996.
- "Sobre los conflictos Laborales en Fisterra" - El Correo Gallego: 21/08/1996.
- "Solidafridad y Vida Digna para todos los Ciudadanos" - El Correo Gallego: 09/11/1997.
- "Partidismo y Partidocracia" - La Voz de Galicia: 27/01/1998.
- "La Lonja para el Sector Pesquero" - La Voz de Galicia: 26/02/1998.
- "Y en el tintero se Quedó la Vía" - La Voz de Galicia: 14/06/1998.
- "Una Obra Faraónica" - La Voz de Galicia: 26/08/1998.
- "Ciudadanos de Primera y Segunda Categoría" - La Voz de Galicia: 20/01/1999.
- "La Política Local y los Hechos" - La Voz de Galicia: 04/02/1999.
- "El Trabajo que se Realiza por Fisterra" - La Voz de Galicia: 11/02/1999.
- "Contestando a la Tía Julia de Fisterra" - La Voz de Galicia: 12/03/1999.
- "De Regreso al Pasado" - La Voz de Galicia: 18/07/1999.
- "Por Encima de Todo Está el Pueblo" - La Voz de Galicia: 03/08/1999.
- "Políticos y Fotos" - La Voz de Galicia: 01/09/2000.
- "Fraga (el del FU)" - La Voz de Galicia: 20/03/2001.
- "Al Vate de Fisterra" - La Voz de Galicia: 10/04/2001.
- "Cuba y la Libertad" - La Voz de Galicia: 24/04/2001.
- "Como a San Pablo" - La Voz de Galicia: 04/07/2001.
- "Testeadores" - La Voz de Galicia: 28/07/2001.
- "Todo Vale" - La Voz de Galicia: 14/02/2002.
- "Lo Injustificable" - La Voz de Galicia: 24/02/2002.
- "Igualdad para Todos" - La Voz de Galicia: 29/12/2002.
- "Políticos de Otros Tiempos" - La Voz de Galicia: 05/02/2003.
- "Legitimidad y Legalidad" - La Voz de Galicia: 05/10/2003.
- "En Defensa de los Intereses de Fisterra" - La Voz de Galicia: 11/10/2003.
- "Adiós, Prestige, Adiós" - La Voz de Galicia: 07/01/2004.
- "Marea Blanca, Marea Negra" - La Voz de Galicia: 15/01/2004.
- "Un Beneficio para todo el Pueblo" - La Voz de Galicia: 22/01/2004.
- "Los Años de la Ilusión" - 03/03/2004.
- "Una Nueva Afrenta a Fisterra" - La Voz de Galicia: 26/01/2005.
- "Por la Vertebración de una Comarca" - La Voz de Galicia: 01/02/2005.
- "Hermananmiento y Emigración" - La Voz de Galicia: 06/03/2005.
- "Hacer las Maletas" - La Voz de Galicia: 13/06/2006.
- "Comprometidos con Fisterra" - La Voz de Galicia: 27/01/2007.
- "Contradicciones Incomprensibles" - La Voz de Galicia: 31/01/2007.

### De carácter histórico
- "Un Alcalde Honorario" - La Voz de Galicia: 03/01/1997.
- "Pacahacamac, Fisterra en América" - La Voz de Galicia: 20/03/1997.
- "Los Nombres de las Calles" - La Voz de Galicia: 17/08/1997.
- "Emigrantes en el Olvido" - La Voz de Galicia: 26/09/1997.
- "La Otra Ciudad: Un Cementerio para la Villa de Fisterra" - El Correo Gallego: 16/10/1997.
- "Emigrantes con el Terruño en el Corazón" - El Correo Gallego: 31/10/1997.
- "Un Tren que no Llega" - La Voz de Galicia: 21/11/2004.
- "Una Historia en el Final de la Tierra" - La Voz de Galicia: 06/01/2005.
- "Un Alcalde Olvidado, Algunos Apuntes Biográficos" - La Voz de Galicia: 20/01/2007.
- "Una Parcela con Historia" - La Voz de Galicia: 07/07/2006.
- "Víctima de la Intolerancia" - La Voz de Galicia: 16/01/2007.